# Greencreek
Greencreek è uno dei 2 chipset (insieme a Blackford) per il processore Xeon DP basato su core Dempsey per sistemi a 2 vie, e che ha costituito insieme ad esso la piattaforma Glidewell dal primo trimestre 2006.
Come in Blackford, il Northbridge e il southbridge sono collegati tra loro mediante il BUS PCI Express x4 e in totale il chipset può supportare fino a 24 linee PCI Express che sono configurate diversamente a seconda del modello del chipset. Per Greencreek, Intel ha scelto di offrire 1 slot PCI Express x16 (funzionalità non supportata dalla controparte Blackford), abbinandolo ad un massimo di 32 GB di memoria RAM FB-DIMM e BUS di 1066 MHz. Per gli hard disk sono disponibili fino a 6 porte SATA.